# Самаевка (посёлок)
Самаевка — посёлок, центр сельской администрации в Ковылкинском районе.

## Население
| 1869 | 1913 | 2001 | 2002 | 2010 |
| ---- | ---- | ---- | ---- | ---- |
| 798  | ↗992 | ↘787 | ↘728 | ↘654 |

Население 787 человек (2001), в основном русские.

## География
Расположен на речке Сухая Паньжа, в 20 км от районного центра, города Ковылкино, у железнодорожной станции Самаевка.

## Название
Название-антропоним: от дохристианского мокшанского имени Самай (Сомай), которого считают основателем населённого пункта.

## История
В «Списке населённых мест Пензенской губернии» (1869) Самаевка — село казённое из 120 дворов (798 человек) Наровчатского уезда.
По подворной переписи 1913 года в Самаевке было 173 двора (992 человек); земская школа, хлебозапасный магазин, мельница с нефтяным двигателем, пожарная машина, кузница и 2 лавки.

## Экономика
В начале 1930-х годов в посёлке был организован колхоз «Якстерь знамя» («Красное знамя»), позднее им. Мичурина, с 1996 года — СХПК, с 2002 года — ООО «Самаевский», специализирующийся на производстве зерна.

## Инфраструктура
Средняя школа, детсад, библиотека, Дом досуга, участковая больница, аптека, отделение связи, сберкасса, 4 магазина, столовая.

## Источник
- Энциклопедия Мордовия, В. П. Лузгин.